# Молотьба

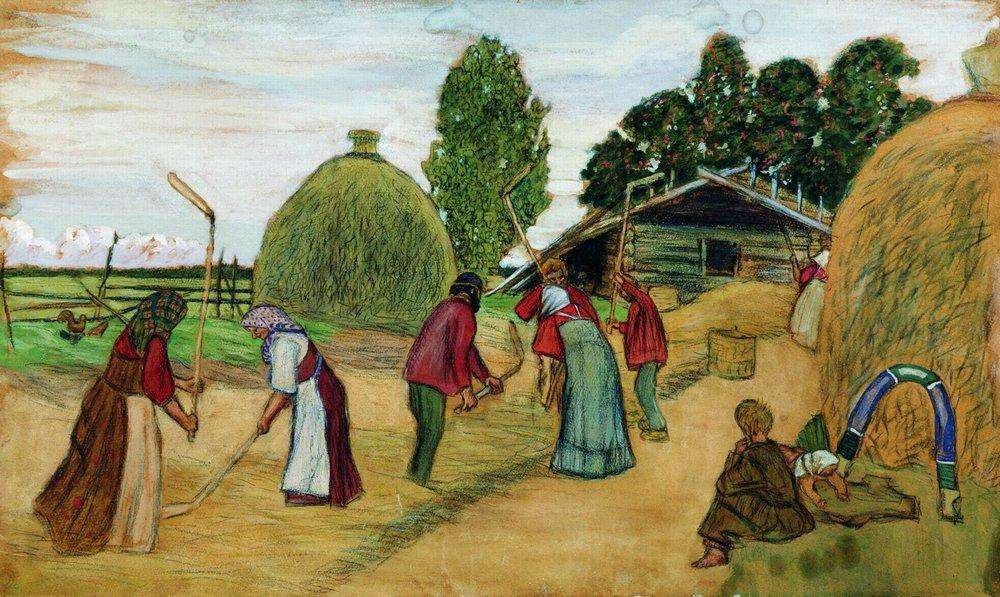
Б. Кустодиев, «Молотьба» 1908

Молотьба́ (обмоло́т) — одна из основных сельскохозяйственных операций, при которой происходит отделение семян и плодов от колосьев, початков или метёлок, стручков.
В настоящее время молотьбу выполняют в основном комбайнами или молотилками, в поле или на току. До появления комбайнов обмолот осуществлялся вручную с помощью цепов в специальных помещениях, ригах (клунях). Заполненная снопами рига называлась овин.
Также слово употребляется для обозначения периода времени обмолота.

## Славянские традиции

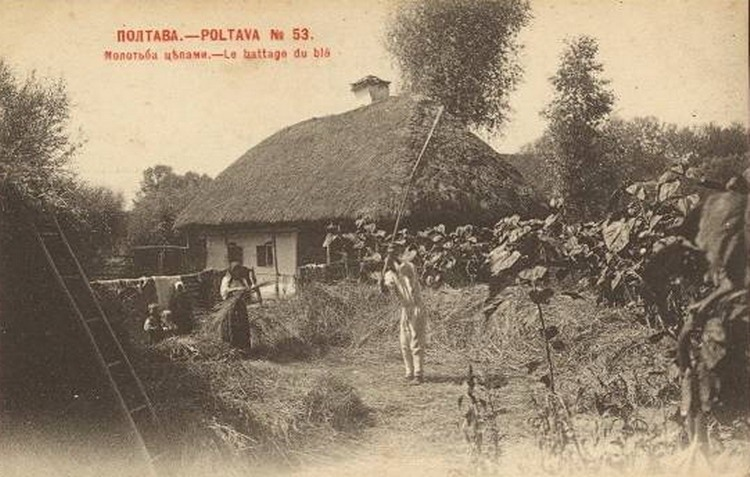
Молотьба с помощью цепов в Полтаве, 1900-е годы

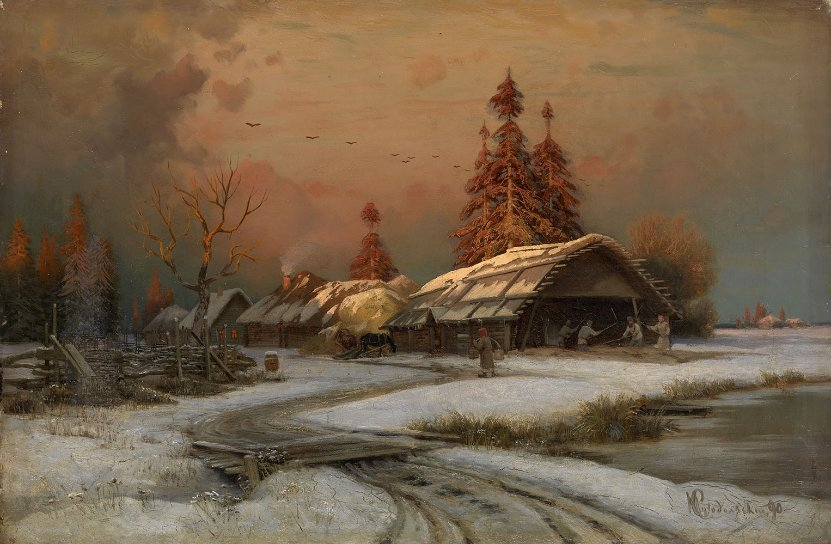
П. Суходольский, «В деревне зимой», 1893

В народном календаре славян молотьба завершала земледельческий цикл. Молотьба включала комплекс ритуалов, направленных на повышение урожая и обеспечения благосостояния; особыми ритуалами отмечены начало и конец.
У южных славян комплекс обрядовых действий молотьбы связывается преимущественно с наиболее распространённым на Балканах способом молотьбы с помощью животных (коней, волов и т. п.), которые вытаптывают разложенные на гумне вокруг стожара (шеста) снопы, после чего работники на ветру отделяют зерна от плевел и соломы. Другой способ молотьбы — с помощью цепов — может выступать как символ битвы, драки, войны, что находит отражение в языке (измолотить 'избить'), в фольклорном мотиве «му́ки хлеба» и пр.
Для начала молотьбы выбирали благоприятный (болг. лёгкий) день, например, понедельник или четверг (у сербов в пиротском округе). В Родопах избегали начинать молотьбы во вторник и субботу. У восточных и южных славян известен обычай жертвы петуха или курицы в начале или в конце молотьбы, чтобы обеспечить удачу в работе или отметить успешное её окончание (у русских, болгар, македонцев, сербов). Чтобы на будущий год был хороший урожай, в Родопах снопы на току расстилала многодетная или кормящая мать, беременная женщина.
В Пиротском крае (Восточная Сербия) на расстеленной вокруг стожара пшенице хозяин вилами или лопатой делал крест, чтобы отогнать нечистую силу и обеспечить успех в работе; в некоторых сёлах у стожара резали курицу, обагряя её кровью колосья.
У русских и белорусов день начала молотьбы назывался замолотки: в этот день в Гомельской губернии хозяин угощал молотильщиков крутой кашей из разных круп ради хорошего урожая будущего года; тогда же (или в конце молотьбы) в Орловской губернии резали кур «под овином». Русские начинали молотьбу с первого или последнего сжатого снопа (именинника, именинного), соломой от которого кормили больной скот. Нередко его обмолачивали отдельно, зерно освящали и подсыпали к посевному. Зерно от первого тока нередко использовалось на семена (рус. Первый сноп — Богу, первый ток — полю). С началом молотьбы связывались приметы о будущем урожае: в Витебской губернии считалось, что, если при первой молотьбе цепы свищут в воздухе, то предстоящее лето будет «пустое на хлеб», то есть неурожайное.
Конец молотьбы обычно отмечается общим пиршеством или угощением для работников, где часто основное значение имеет жертва домашней птицы или животного — барана, овцы, ягнёнка, поросёнка (у южных славян). В северо-западной Болгарии молотьба должна была быть закончена к празднику св. Богородицы, в канун которого старший в семье мужчина резал красного петуха в честь «царя» или «бороды», привязанных в это время к стожару, после чего приготовленного петуха съедали на гумне.
У восточных славян после окончания молотьбы готовили курей или кашу. Торжества сопровождались пожеланиями ещё большего урожая в следующем году, счастья и здоровья домочадцам. В украинском Полесье после окончания молотьбы хозяин брал охапку обмолоченных колосьев и приносил в дом, где вся семья кулаками молотила обжнивки на столе — по количеству зёрен определяли число «коп» (= 16 снопов) будущего урожая.